# Марисоль Маларет Контрерас
Марисоль Маларет Контрерас (исп. Marisol Malaret Contreras, англ. Marisol Malaret Contreras; 13 октября 1949, Утуадо, Пуэрто-Рико — 19 марта 2023, Сан-Хуан) — пуэрториканская телеведущая, супермодель и королева красоты, победительница конкурса красоты «Мисс Вселенная 1970 года».

## Биография
Марисоль Маларет родилась 13 октября 1949 года в пуэрториканском городке Утуадо расположенном в центральном горном районе карибского острова, известном как Центральные Кордильеры в семье Лидии Контрерас и Хосе Антонио Маларе. У неё был родной брат Хесус и пятеро сводных братьев и сестёр Джозеф, Алисия, Рита, Антонио и Рауль, поэтому она была вынуждена начать работать ещё совсем юной из-за смерти отца и хронической болезни матери и вскоре стала исполнительным секретарём в телефонной компании.
Известно, что пуэрториканская визажистка Кармен Андино уговорила её принять участие в конкурсе «Мисс Пуэрто-Рико», который тогда принадлежал пуэрториканскому гуру моделирования и бизнес-леди Анне Сантистебан (1914—2003). Сильная воля, этика и красота Маларет сделали её фавориткой местного конкурса, и в 1970 году она заслуженно стала обладательницей этого титула.

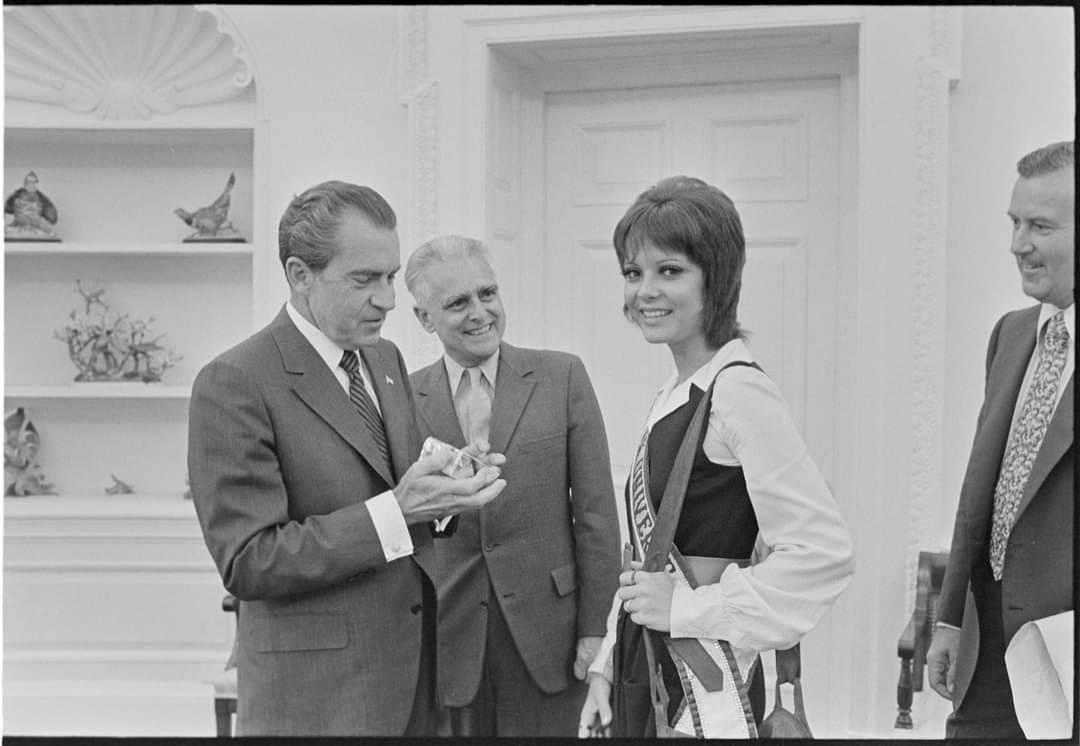
Марисоль Маларет в Овальном кабинете Белого дома с президентом США Ричардом Никсоном (слева)

Победа на конкурсе «Мисс Пуэрто-Рико» открыла ей дорогу на международный конкурс красоты «Мисс Вселенная», где её обаяние, умение общаться с людьми, шикарный каштановый цвет волос и выразительные сине-зелёные глаза помогли Маларет выиграть конкурс, который состоялся 11 июля 1970 года во флоридском курортном городке Майами-Бич (США).
Её победа сделала Марисоль Маларет Контрерас первой пуэрториканкой и первой жительницей Карибских островов, выигравшей на конкурсе «Мисс Вселенная» с момента его основания в 1952 году и стала первой пуэрториканкой, выигравшей крупный международный конкурс красоты. Она даже была приглашена в Овальный кабинет в Белый дом для встречи с тогдашним президентом США Ричардом Никсоном.
Фотографии Маларе в то время украшали обложки многих международных и пуэрториканских развлекательных журналов и женских журналов, не говоря уже о «жёлтой прессе».
Марисоль Маларет была замужем трижды: сперва на модели Бутче Джеймсе, затем за музыкантом Корки Строманом (от которого у неё родился единственный ребёнок Саша) и инженере кубинского происхождения Фрэнке Куэ.
Марисоль Маларет Контрерас умерла 19 марта 2023 года в городе Сан-Хуане (Соединённые Штаты Америки) в преклонном возрасте от осложнения заболевания лёгких.